# Dirección General de Pesca Sostenible
La Dirección General de Pesca Sostenible (DGPS) de España es el órgano directivo del Ministerio de Agricultura, Pesca y Alimentación, adscrito a la Secretaría General de Pesca, que administra los recursos pesqueros nacionales y aquellos de competencia comunitaria, así como su regulación legal y las relaciones pesqueras internacionales.

## Historia
El órgano fue creado bajo la denominación de Dirección General de Recursos Pesqueros con la macroreforma del Ministerio de Agricultura, Pesca y Alimentación aprobada por el Real Decreto de 26 de abril de 1991. Este órgano directivo, que asumía el control de la actividad pesquera, se estructuraba a través de tres subdirecciones generales para la gestión de los caladeros nacionales, los recursos internos comunitarios y los acuerdos internacionales. Además, poseía una Inspección General de Pesca Marítima. En 1996 asumió competencias en Acuicultura y recursos litorales hasta el año 2003.
En 2008 volvió a recuperar las competencias sobre la conservación de los recursos litorales y la acuicultura y se le dio gran importancia a esta última, incluyéndola en la denominación de la dirección general. En 2012 perdió las competencias en inspección pesquera en favor de la Dirección General de Ordenación Pesquera y en favor de esta misma dirección general perdió a finales de 2016 las competencias en acuicultura.
En 2020 la dirección fue renombrada como Dirección General de Pesca Sostenible «con el fin de recalcar el compromiso con la sostenibilidad del sector pesquero español, en consonancia con los principios de la Política Pesquera Común y de los acuerdos y organizaciones internacionales sobre océanos».

## Estructura y funciones
De la Dirección General dependen los siguientes órganos, a través de los cuales ejerce sus funciones:
- La Subdirección General de Caladero Nacional y Aguas de la Unión Europea, que gestiona las competencias del Gobierno sobre pesca marítima en el caladero nacional y en las aguas de la Unión Europea, la regulación de la pesca marítima recreativa en aguas exteriores para la conservación, protección y gestión de los recursos pesqueros y lo relativo a la negociación y gestión de los intercambios de cuotas de pesca con otros países de la Unión Europea. Asimismo, coordina la preparación de los Consejos de Ministros de la Unión Europea, en los asuntos referidos a las competencias de la Dirección General.
- La Subdirección General de Acuerdos y Organizaciones Regionales de Pesca, a la que le corresponden las tareas de participación, negociación y ejecución de acuerdos pesqueros internacionales, la colaboración pesquera con otros países, el seguimiento y gestión de las flotas, incluidas las licencias, que faenan en aguas internacionales y de terceros países, y la ejecución de la política de pesca española para el uso sostenible de los recursos pesqueros de la flota de larga distancia.
- La Subdirección General de Investigación Pesquera y Recopilación de Datos, a la que le corresponde la propuesta de declaración y gestión de zonas de protección pesquera u otras medidas de conservación o protección, así como la gestión, seguimiento y monitoreo de las reservas marinas de interés pesquero y otras zonas de protección. En este sentido, también asume las competencias del Departamento relacionadas con el análisis de los efectos del cambio climático y otras actividades en los ecosistemas marinos y su repercusión en las poblaciones pesqueras. Igualmente, se encarga de proponer la política de investigación pesquera y oceanográfica, en coordinación con el Ministerio de Ciencia, Innovación y Universidades y con las comunidades autónomas, así como de la política de recopilación de datos en su ámbito competencial.

Tanto la Subdirección General de Caladero Nacional y Aguas de la Unión Europea como la Subdirección General de Acuerdos y Organizaciones Regionales de Pesca, en el ámbito de sus competencias, asumen la coordinación de todas las actividades relativas a la política pesquera común en materia de recursos pesqueros; la propuesta y desarrollo de planes y medidas de gestión pesquera; y la propuesta y desarrollo de medidas de conservación o protección y de mitigación de las capturas accidentales de especies marinas protegidas, en coordinación con el Ministerio para la Transición Ecológica y el Reto Demográfico.

## Directores generales
El actual director general de Pesca Sostenible es el veterinario Ramón de la Figuera Morales desde julio de 2024.